# Cauca (departament)
Cauca – departament Kolumbii. Leży na południowym zachodzie kraju, ma dostęp do Pacyfiku. Stolicą departamentu Cauca jest miasto Popayán.

## Gminy
Almaguer, Argelia, Balboa, Bolívar, Buenos Aires, Cajibío, Caldono, Caloto, Corinto, El Tambo, Florencia, Guachené, Guapí, Inzá, Jambaló, La Sierra, La Vega, López de Micay, Mercaderes, Miranda, Morales, Padilla, Piamonte, Piendamó, Popayán, Puerto Tejada, Rosas, San Sebastián, Santander de Quilichao, Santa Rosa, Silvia, Suárez, Sucre, Timbío, Timbiquí, Toribío, Totoró, Villa Rica